# Julius Wess
Pour les articles homonymes, voir Wess.
Julius Wess, né le 5 décembre 1934 à Oberwölz, dans la région de la Styrie, en Autriche et mort le 8 août 2007 à Hambourg, en Allemagne) est un physicien autrichien et professeur de physique théorique. Il est connu pour avoir participé au développement avec Bruno Zumino de la théorie de la supersymétrie et le modèle de Wess–Zumino (en).

## Biographie
Julius Wess obtint son doctorat à l'université de Vienne en 1957, sous la direction de Hans Thirring. Durant sa thèse, il eut l'occasion de rencontrer Bruno Zumino. Il continua son travail scientifique au CERN, puis à l'université de New York en 1966. En 1968, il prit un poste de professeur à l'université de Karlsruhe, où il développa en 1973 en collaboration avec Bruno Zumino, le premier modèle de la supersymétrie, qui s'appellera plus tard, le modèle de Wess-Zumino. En 1990, la Société Max-Planck l'appela pour diriger l'Institut Max-Planck de physique à Munich, où il donna des cours à l'université Louis-et-Maximilien de Munich. Pendant sa retraite, il fut invité au Deutsches Elektronen-Synchrotron (DESY) à Hambourg, où il se consacra à donner des cours à l'université de Hambourg sur la supersymétrie et la supergravité. Le 8 août 2007, Julius Wess décéda à l'âge de 72 ans, et fut enterré au cimetière Ohlsdorf à Hambourg.

## Œuvres
- J. Wess, B. Zumino, "Consequences of anomalous Ward identities", Physics Letters B, 37 (1971) p. 95-97.
- Julius Wess, Jonathan Bagger, Supersymmetry and Supergravity Revised Edition, Princeton Series in Physics, Mars 1992,  (ISBN 0-691-02530-4)

## Distinctions
- 1986 : Prix Gottfried Wilhelm Leibniz de la DFG
- 1987 : Médaille Max-Planck de la DPG
- 1988 : Prix Dannie Heineman pour la physique mathématique (avec Bruno Zumino) donné conjointement par l'APS et l'AIP
- 1992 : Médaille Wigner (avec Bruno Zumino)
- 2005 : Docteur honoris causa de l'université Humboldt de Berlin[1], membre d'honneur de l'Académie autrichienne des sciences

Il était membre de l'Académie autrichienne des sciences, de l'Académie allemande des sciences Leopoldina, et l'Académie bavaroise des sciences.